# Lichtenegg
Lichtenegg è un comune austriaco di 1 041 abitanti nel distretto di Wiener Neustadt-Land, in Bassa Austria.